# Kotlariewskaja
Kotlariewskaja (ros. Котляревская) – stanica w Rosji, w Kabardo-Bałkarii, w rejonie majskim. W 2010 liczyła 3468 mieszkańców.